# Утсаддар
Утсаддар (в низовье Реппйокк) (устар. Утс-Аддар (Репп-йокк)) — река в России, протекает по Мурманской области. Впадает в озеро Паюсойгъяур. Длина реки составляет 15 км.
Одна из двух рек, вытекающих из озера Реппьявр.
В бассейне реки находится озеро Чухчъяураш.

## Данные водного реестра
По данным государственного водного реестра России относится к Баренцево-Беломорскому бассейновому округу, водохозяйственный участок реки — Тулома от истока до Верхнетуломского гидроузла, включая Нот-озеро. Речной бассейн реки — бассейны рек Кольского полуострова, впадает в Баренцево море.
Код объекта в государственном водном реестре — 02010000312101000002100.